# Jens Fink-Jensen

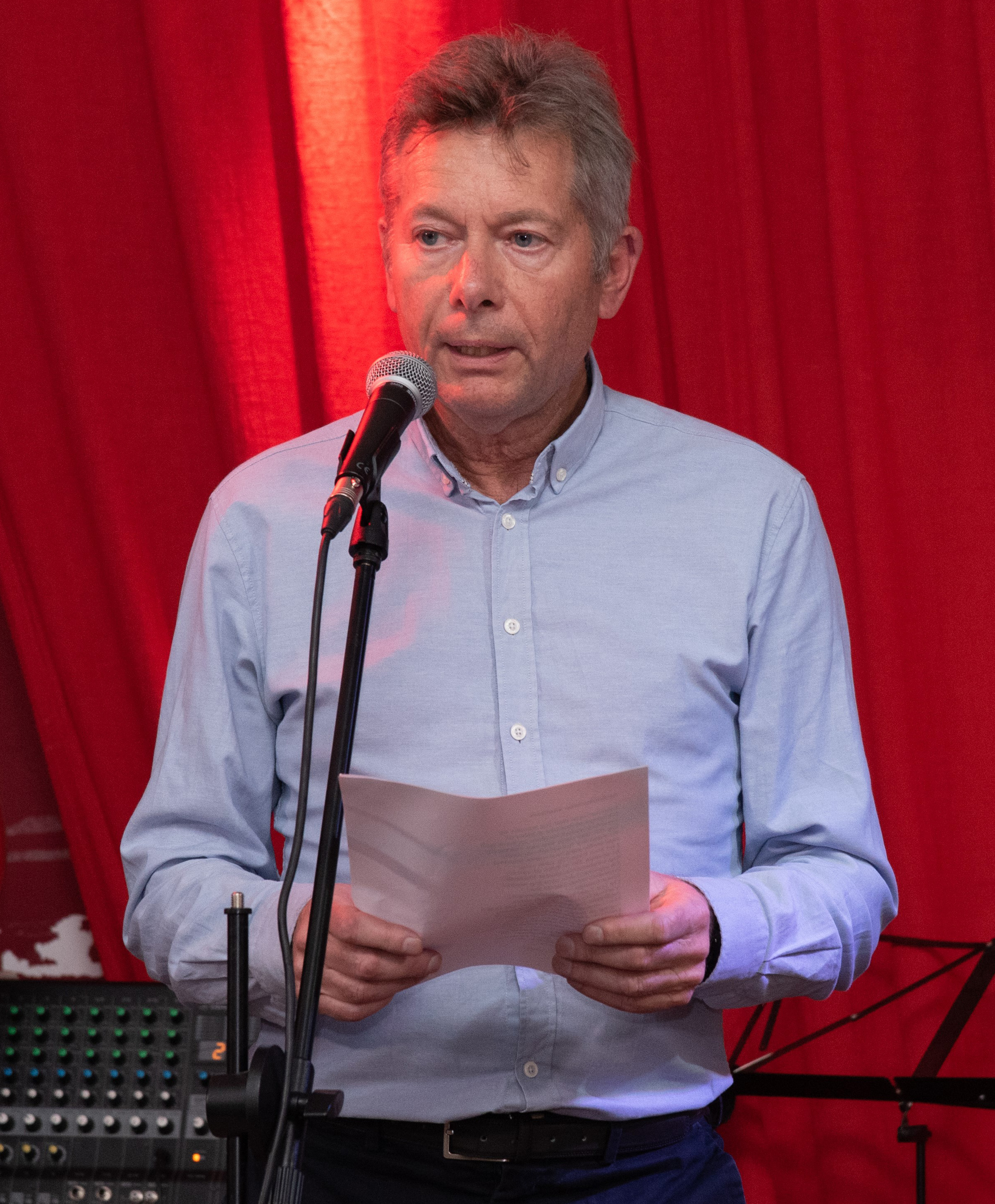
Jens Fink-Jensen. Ideogramma International Literature Festival, Nicosia, Cypr, 27.11.2019.

Jens Fink-Jensen (ur. 19 grudnia 1956 w Kopenhadze) – duński pisarz, poeta, fotograf i kompozytor.
Debiutował jako autor literatury pięknej 4 czerwca 1975 r. opowiadaniem Juni 1995 (Czerwiec 1995) opublikowanym w "Dagbladet Information", a jako liryk w maju 1976 czterema wierszami opublikowanymi w czasopiśmie "Hvedekorn" nr 76/1. Jego debiutem książkowym był tom wierszy Verden i et øje (Świat w jednym oku), wydany 19 października 1981 r., a jego pierwszym tomem opowiadań była książka Bæsterne (Bestie), wydana 5 czerwca 1986. Jako autor literatury dziecięcej debiutował w roku 1994 książką Jonas og konkylien (Jonas i muszle).
Studiował języki w Herlufsholm Kostskole 1976. Potem odbył obowiązkową służbę wojskową i uczył się w szkole oficerskiej Gwardii Królewskiej. W Arkitektskole ukończył architekturę (MAA, cand.arch; 1986) i multimedia-design (1997).
Był członkiem nieformalnej grupy "poetów lat osiemdziesiątych" skupionej wokół Paula Boruma, redaktora "Hvedekorna". Między innymi, w ramach działalności w tej grupie, w 1980 r. Jens Fink-Jensen zorganizował wraz ze swoim kolegą, poetą Michaelem Strunge, manifestację generacji "NÅ!!80" w Huset w Kopenhadze.
Jeans Fink-Jensen wraz z Larsem Christensenem i saksofonistą Jensem Severinem występuje ze swoimi przedstawieniami nazywanymi lyrikshow. Przedstawienia te polegają na prezentacji przezroczy i kompozycji w liceach i na festiwalach. 
Jens Fink-Jensen miał między innymi wystawy fotograficzne Sydens Skibe (Statki Południa), Beijing Ansigt (Twarz Pekinu), wystawa poezja/fotografie OrdBilleder (ObrazySłowa) i show „przezrocza-dźwięk” Øje på verden – om bøgernes råstof (Oko po świecie – o surowcach książek).
W roku 1999 ukazał się tom wierszy Nær afstanden (Bliska odległość) po arabsku w przekładzie Jamala Jumy (Wydawnictwo Alwah, Madrid), niektóre wiersze z tego tomu zostały wcześnie opublikowane w gazecie "Al-Quds Al-Arabu" (London 1996), oraz w czasopiśmie "Nizwa" (Sultanat Oman 1999).

## Wydane książki
- Verden i et øje (Świat w jednym oku), wiersze, 1981
- Sorgrejser (Smutne podróże), wiersze, 1982
- Dans under galgen (Taniec pod szubienicą), wiersze, 1983
- Bæsterne (Bestie), opowiadania, 1986
- Nær afstanden (Bliska odległość), wiersze, 1988 (po arabsku 1999)
- Jonas og konkylien (Jonas i muszle), dla dzieci, 1994 (ilustracje: Mads Stage)
- Forvandlingshavet (Morze przeobrażeń), wiersze, 1995
- Jonas og himmelteltet (Jonas i namiot nieba), dla dzieci, 1998 (ilustracje: Mads Stage)
- Alt er en åbning (Wszystko jest otwieraniem), wiersze, 2002
- Syd for mit hjerte. 100 udvalgte kærlighedsdigte (Południe dla mego serca, 100 wybranych wierszy miłosnych), wiersze, 2005
- Europas vestkyst – en fotorejse fra Skagen til Gibraltar, The West Coast of Europe – a photographical journey from Skagen to Gibraltar, 2008
- Jonas og engletræet, dla dzieci, 2011 (ilustracje: Mads Stage)